# Vinslöv
Vinslöv est une localité de Suède dans la commune de Hässleholm en Scanie.
Sa population était de 4 107 habitants en 2019.